# Gourema
Gourema (Caurema) ist eine osttimoresische Aldeia im Suco Horai-Quic (Verwaltungsamt Maubisse, Gemeinde Ainaro). 2015 lebten in der Aldeia 384 Menschen.

## Geographie
Die Aldeia Gourema nimmt den gesamten Westen des Sucos Horai-Quic ein. Westlich befindet sich die Aldeia Hatussao. Im Norden grenzt Gourema an den Suco Maubisse, im Westen an den Suco Liurai und im Süden an die zum Verwaltungsamt Hatu-Builico gehörenden Sucos Nuno-Mogue und Mulo. Eine kleine Straße bildet von Hatussao kommend einen Bogen durch Gourema und führt weiter nach Nuno-Mogue. An ihr liegen weit verstreut die Häuser des Dorfes Gourema. Ganz Gourema liegt auf einer Meereshöhe von über 1500 m, der Süden und Westen sogar über 2000 m.